# Klára Killermann
Klára Killermann (Tatabánya, 23 juni 1929 – 16 juli 2012) was een Hongaars zwemster, gespecialiseerd in de schoolslag. Ze nam deel aan drie edities van de Olympische Zomerspelen: Helsinki 1952, Melbourne 1956 en Rome 1960.

## Biografie
Killermann werd in 1942 als dertienjarige voor het eerst nationaal kampioen, dit tot verrassing van de Hongaarse zwemsport. Ze won in 1951 op de universiteitsspelen in Berlijn de gouden medaille op de 100 en 200 meter schoolslag. Een jaar later was ze op de Olympische Spelen in Helsinki precies even snel op de 200 meter als de als derde geplaatste Helen Gordon (2.57,6 minuten). De jury oordeelde echter dat Killermann net iets langzamer was, waardoor de Hongaarse naast de bronzen medaille greep. Op de Europese kampioenschappen van 1954 was ze daarentegen wél succesvol en won ze op dezelfde afstand het brons.
Ze was getrouwd en had twee dochters, Dorottya Klára en Csilla. De oudste huwde met waterpoloër Tibor Cservenyák en diens dochter Viktoria is de echtgenote van de Nederlandse prins Jaime. Het prinselijk paar vernoemde haar oudste dochter (Zita Clara) naar de beroemde zwemster.

## Erelijst
- Europese kampioenschappen: 1x